# ギガントマキアー

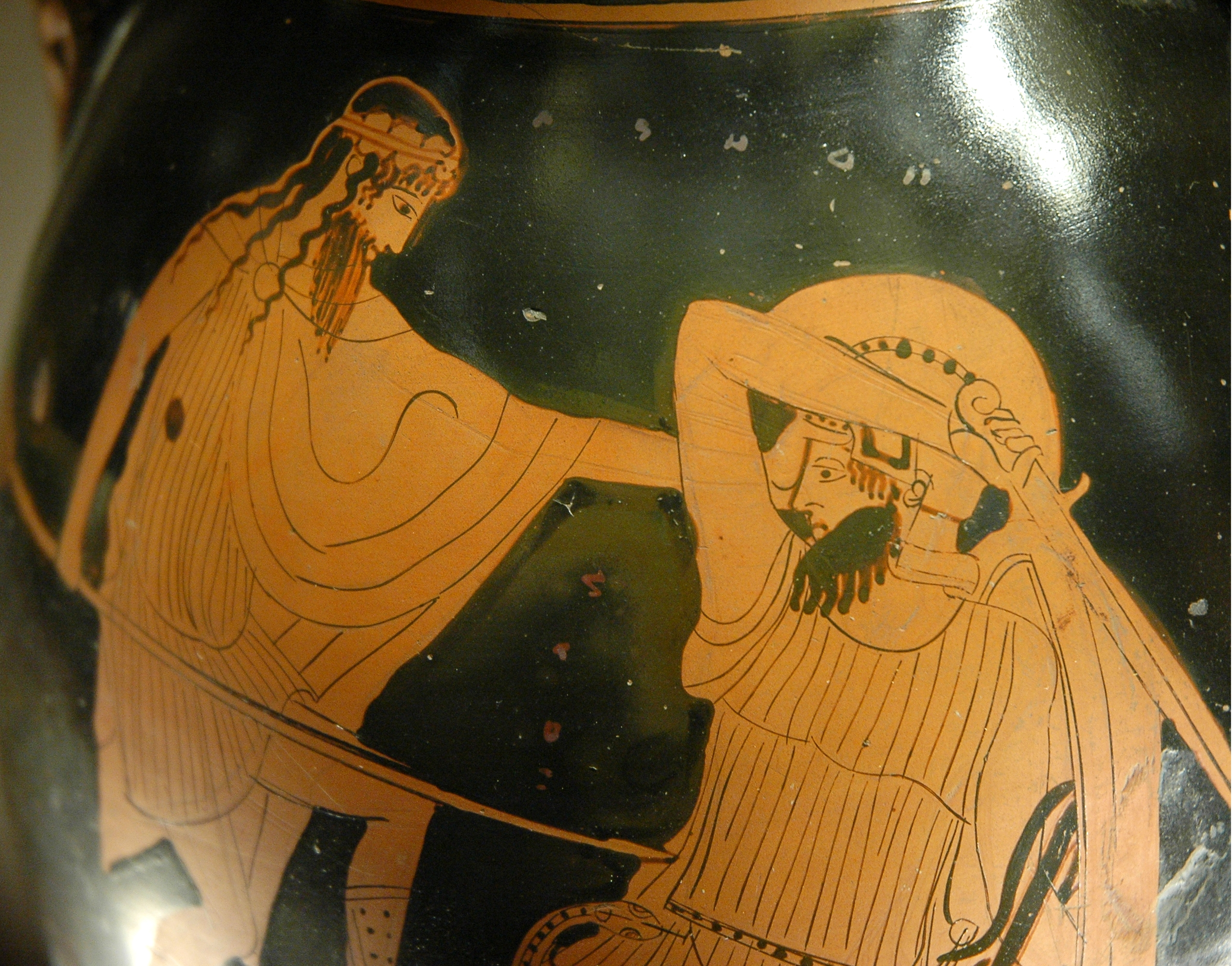
巨人と戦うディオニューソス

ギガントマキアー（古希: Γιγαντομαχία、古代ギリシア語ラテン翻字: Gigantomakhía）はギリシア神話における宇宙の支配権を巡る大戦で、巨人族ギガースたちとオリュンポスの神々が戦いを繰り広げた。最強の英雄ヘーラクレースがオリュンポス側の味方として参戦したことでも知られる。長母音を省略してギガントマキアとも表記される。

## 概説
巨人はギガースあるいはギガンテスと呼ばれ、巨大で濃い毛を生やし、腰から下は竜の形をしていた。この巨人はクロノスによりウーラノスの性器が切り取られた際に滴り落ちた血をガイアが受胎し、産み落とされたものとされている。
予言により、この巨人には人間の力を借りなければ勝利は得られないと告げられており、オリュンポスの神々は負けはしないものの、巨人に打ち勝つ事ができなかった。このため、ゼウスは人間の女アルクメーネーと交わり、ヘーラクレースをもうけ、味方とした。ガイアはギガースの弱点を克服させるために、人間に対しても不死身になる薬草を大地に生やしたが、これを察知したゼウスによっていち早く刈り取られ、遂にギガースがそれを得ることはなかった。
ギガースたちは、山脈や島々など、ありとあらゆる地形を引き裂きながら進軍し、巨岩や山そのものを激しく投げ飛ばして神々を攻撃した。これに対し、オリュンポスの神々も迎撃を開始し、ティーターノマキアー以来の宇宙の存亡を賭けた戦争が再び始まった。ゼウスは巨人たちを雷霆で次々と撃ち倒し、戦闘不能になった巨人たちはことごとくヘーラクレースの強弓の餌食となった。他の神々も奮闘し、ディオニューソスは杖で、ヘカテーは炬火で戦い、またアテーナーとポセイドーンは火山や島そのものを巨人に叩きつけて押し潰し、最後にヘーラクレースが強大な毒矢や怪力を以て巨人に止めを刺した。パレーネーの地に触れている限り無敵の力を得る最強の巨人もいたが、ヘーラクレースの圧倒的な怪力によってその地から引き剥がされ、殺された。
ギガースたちは神々とヘーラクレースによって皆殺しにされ、この壮大な戦争はオリュンポスの圧勝に終わった。
この戦いの後、ガイアは最大最強の怪物テューポーンを産み落とし、ゼウスに最後の戦いを挑んだ。

## 戦績
多くのギガースはゼウスの雷霆によって戦闘不能に陥るが、ゼウス以外の神々も奮闘した。各ギガースと神々の戦績は以下の通り。

### アルキュオネウス
ヘーラクレースと激戦を繰り広げた。自らの生誕の地であるパレーネーに触れているかぎり無敵であるため、決して倒されることが無かった。しかし、それに気づいたヘーラクレースの手でパレーネーの外に引きずり出され、殺される。

### ポルピュリオーン
ヘーラーと戦い、美しい女神に欲情し襲いかかる。一説によれば、ゼウスが彼に欲情を吹き込んだとも言われる。衣を引き裂かれたヘーラーが悲鳴を上げたところで、ゼウスの雷霆に撃たれて戦闘不能となる。ヘーラクレースに射殺される。

### エピアルテース
アポローンに左目を、ヘーラクレースに右目を射抜かれて殺される。

### エウリュトス
ディオニューソスと戦うものの、霊杖テュルソスで殴り倒された。ヘーラクレースに射殺される。

### クリュティオス
ヘカテーに松明で倒され、ヘーラクレースに射殺される。

### ミマース
ヘーパイストスに燃え盛る溶鉱を投げつけられ、ヴェスヴィオス火山を叩き付けられる。

### エンケラドス
アテーナーにシケリア島を打ち付けられ、その下に封印される。

### パラース
アテーナーと戦うものの、敗北し全身の皮を剥がれる。その皮をアテーナーは自らの盾に張り付けた。

### ポリュボーテース
ポセイドーンにコース島の岩山を投げ付けられ、封印される。その岩山は後に火山島ニーシュロスとなる。

### ヒッポリュトス
ハーデースの隠れ兜をかぶったヘルメースに不意打ちされ、ヘーラクレースによって射殺される。

### グラティオーン
アルテミスとヘーラクレースの矢によって射殺される。

### アグリオス
運命の女神モイライに青銅の棍棒で殴り倒された後、ヘーラクレースに射殺される。

### トオーン
アグリオス同様、運命の女神モイライによって殴り倒され、ヘーラクレースにとどめを刺される。